# Иинан

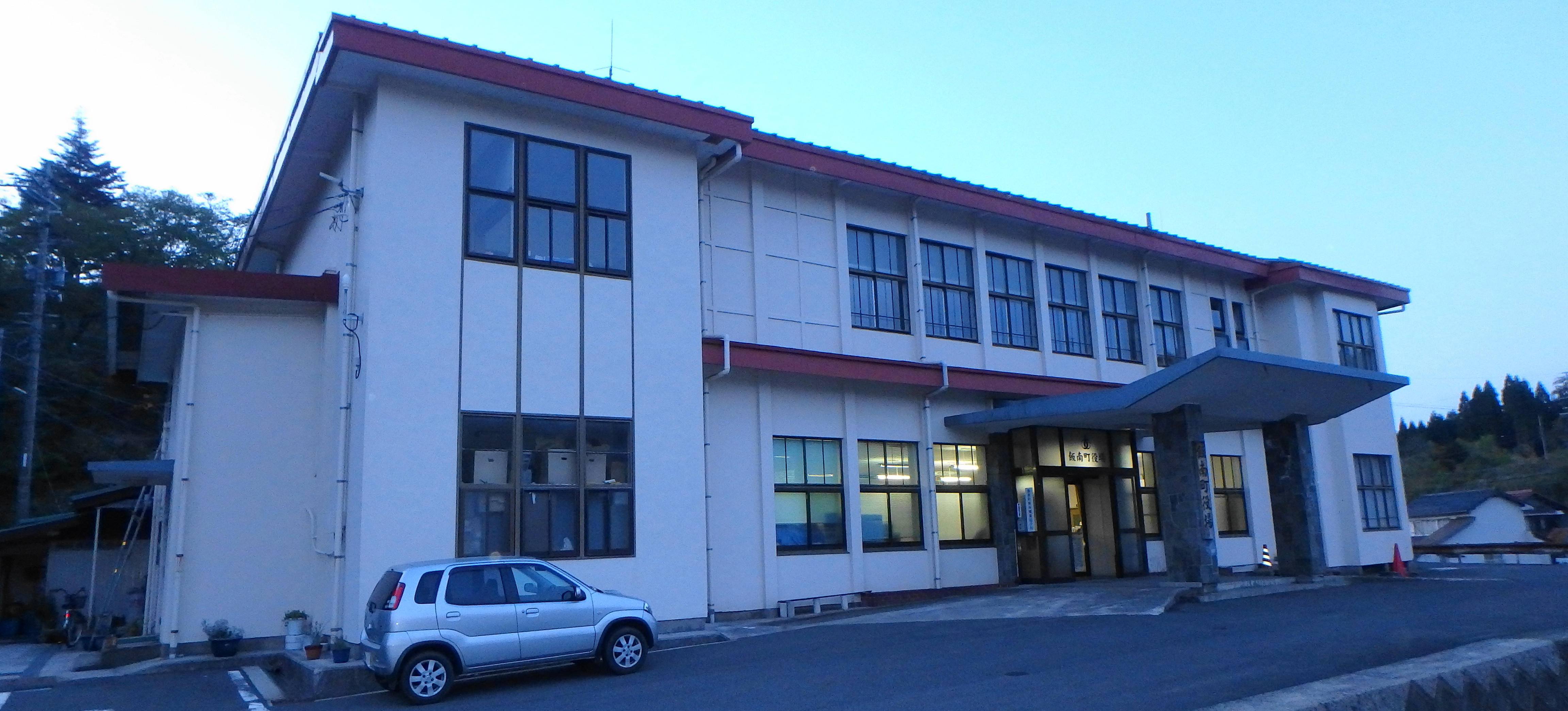
Мэрия посёлка Иинан

Иинан (яп. 飯南町 Иинан-тё:) — посёлок в Японии, находящийся в уезде Ииси префектуры Симане. Площадь посёлка составляет 242,84 км², население — 5162 человека (1 августа 2014), плотность населения — 21,26 чел./км².

## Географическое положение
Посёлок расположен на острове Хонсю в префектуре Симане региона Тюгоку. С ним граничат города Идзумо, Уннан, Ода, Миёси и посёлок Мисато.

## Население
Население посёлка составляет 5162 человека (1 августа 2014), а плотность — 21,26 чел./км².